# Chester Harding
Pour les articles homonymes, voir Harding.
Chester Harding (1er septembre 1792 - 1er avril 1866) est un peintre portraitiste américain connu pour ses peintures de personnalités aux États-Unis et en Angleterre.

## Jeunesse
Chester Harding est né à Conway, dans l'état du Massachusetts le 1er septembre 1792[réf. nécessaire]. Il est le quatrième des douze enfants nés de sa mère, Olive (née Smith) Harding, et de son père, Abell Harding. Il est élevé dans la nature sauvage de l'État de New York. Sa famille déménage à Caledonia, New York, à l'âge de quatorze ans. Il doit très tôt compter sur ses propres ressources pour subvenir à ses besoins, en exerçant le métier de tourneur.

## Carrière

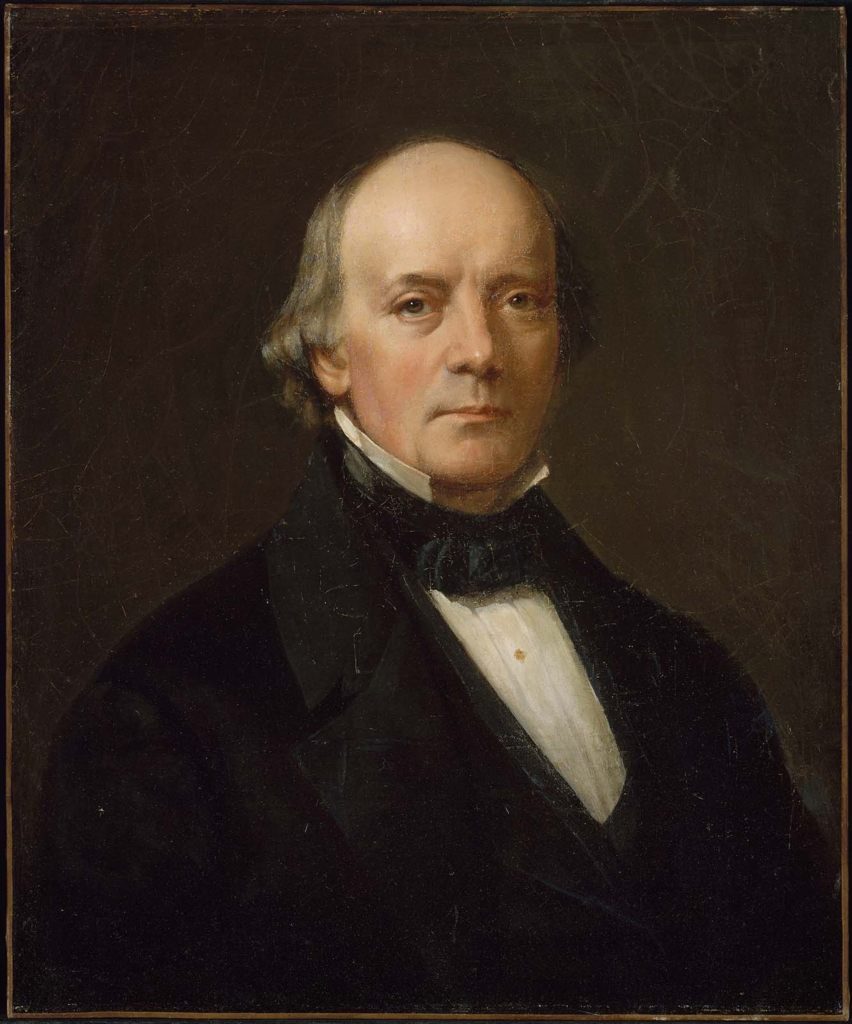
Autoportrait de Chester Harding, c. 1843, au Museum of Fine Arts, Boston.

Pendant la guerre de 1812, il participe en tant que batteur avec la milice jusqu'au Saint-Laurent. Il devient par la suite fabricant de chaises, colporteur, aubergiste et peintre en bâtiment, peignant des enseignes à Pittsburgh, en Pennsylvanie. Il travaille à cette dernière occupation pendant un an, lorsque la connaissance d'un portraitiste itinérant l'amène à s'essayer à cet art. Ayant réussi à dresser un portrait grossier de sa femme, il se consacre avec enthousiasme à la profession. 

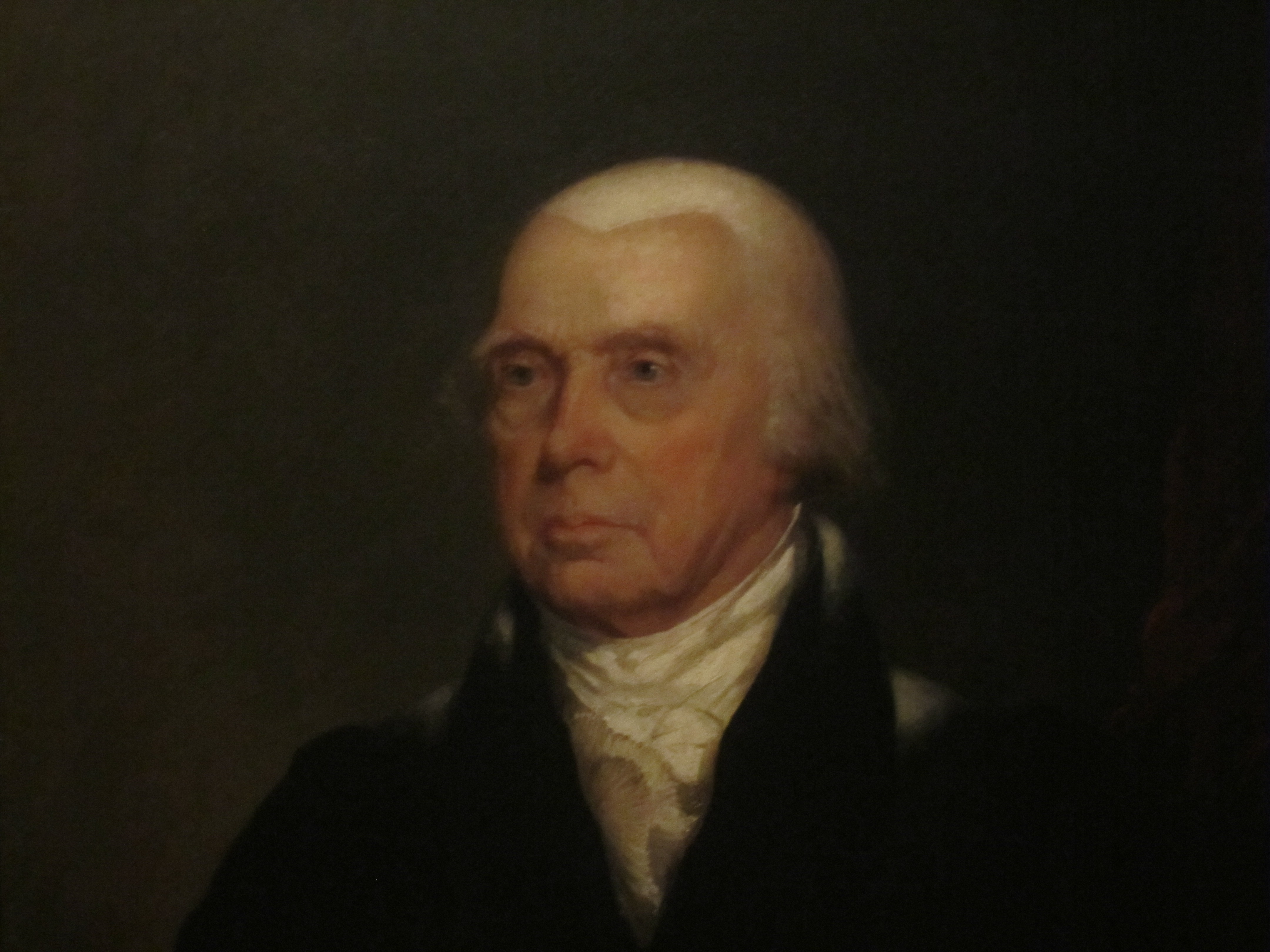
Portrait de Chester Harding par James Madison, 1829.

Il peint plusieurs autres portraits à Pittsburgh, puis va à Paris, Kentucky, où il termine 100 portraits en six mois à 25 $ chacun. Cela lui permet de gagner assez d'argent pour entrer dans les écoles de la Pennsylvania Academy of the Fine Arts de Philadelphie. Il s'établit ensuite à Saint-Louis, et finit par prendre la route en tant que portraitiste itinérant. En août 1823, il se rend en Angleterre et s'installe un studio à Londres pour y passer trois ans à étudier et à peindre. Il rencontre un grand succès, peignant des portait de la royauté et de la noblesse. Malgré le manque d'éducation précoce et d'expérience sociale, il devient un favori dans tous ces cercles.
À son retour aux États-Unis en 1826, il s'installe à Boston, résidant initialement à Beacon Hill (Boston), dans ce qui est connu sous le nom de Chester Harding House, un monument historique national qui abrite maintenant le Boston Bar Association. Il y reste jusqu'en 1830. En 1845, après la mort de sa femme, il retourne en Angleterre pour une seconde visite de neuf mois. A son retour, il réside à Springfield (Massachusetts), passant ses hivers fréquemment à Saint-Louis ou dans certaines des villes du sud. En 1828, il est élu à l'Académie américaine des beaux-arts comme académicien honoraire.
Il écrit My Egotistography, qui est imprimé en privé. 

### Portraits
Il peint des portraits de nombreux hommes et femmes éminents de son temps, notamment James Madison, James Monroe, John Quincy Adams, John Marshall, Nicholas Brown, Jr.[Lequel ?], Dudley Leavitt Pickman, Charles Carroll, William Wirt, Henry Clay, John C. Calhoun, Washington Allston, Stephen Van Rensselaer, Samuel Rogers, Sir Archibald Allison et les ducs de Norfolk, Hamilton et Sussex. Chester Harding est le seul peintre connu à avoir peint Daniel Boone d'après nature. Son dernier travail est un portrait de Gen. William T. Sherman. Son portrait de Daniel Webster est revenu à l'Association du Barreau de New York et celui de John Randolph à la Galerie Corcoran à Washington, DC.

## Vie privée

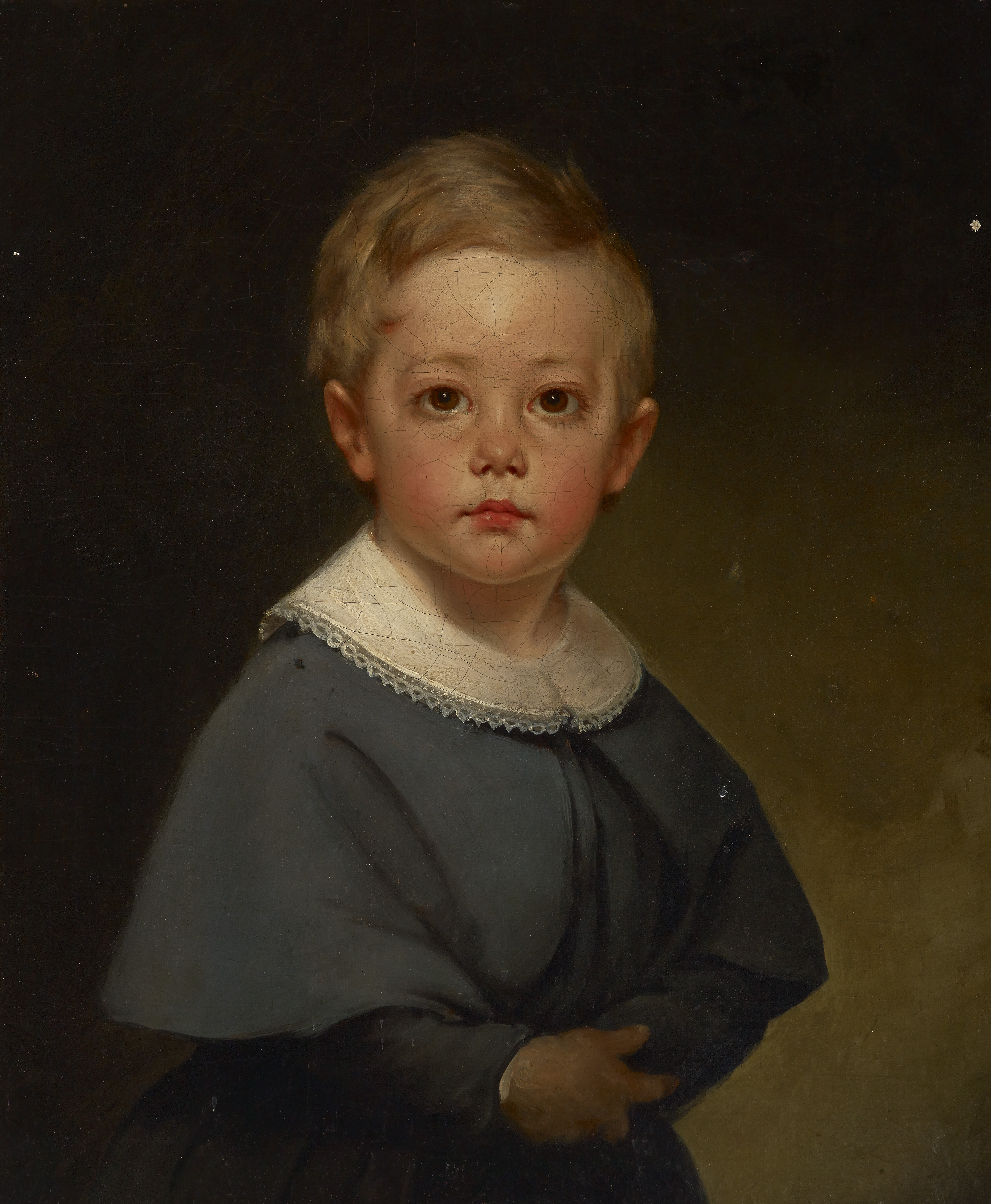
Portrait de son petit-fils, Chester Harding Krum.

Le 14 février 1815, Harding se marie à Caroline Matilda Woodruff (1795–1845) près de Caledonia dans le comté de Livingston, New York. Caroline est la fille de James Woodruff. Ensemble, ils sont parents de neuf enfants, dont quatre fils, deux chacun ayant combattu dans des camps opposés pendant la guerre civile.
- Mary Ophelia Harding (1818–1892), qui épouse John Marshall Krum (1810–1888), le 11e maire de Saint-Louis, en 1839.
- Margaret Eliot Harding (1823-1908), qui épouse le rév. William Orne White (1821–1911) en 1863.
- Chester Harding Jr. (1827–1875), brigadier-général de l'armée de l'Union.
- Horace A. Harding (1828–1899), qui épouse Amanda Perin Moore, fille de Sydenham Moore, représentant américain de l'Alabama.
- James P. Harding (1830–1902), général de la Garde de l'État du Missouri et major de l'armée des États confédérés. Il épouse Christina Amelia Cordell (1834–1899) en 1855[8].

Son épouse est décédée le 27 août 1845 à Springfield, Massachusetts. Chester Harding est mort à Boston, enterré dans le cimetière de Springfield. 

### Descendance
Par son fils Horace, il est le grand-père paternel de William P. G. Harding (1864–1930), le président de la Réserve fédérale et président de la Banque fédérale de réserve de Boston, et Chester Harding (1866–1936), le gouverneur de la zone du canal de Panama de 1917 à 1921 qui devient également un portraitiste reconnu.

## Galerie de portraits

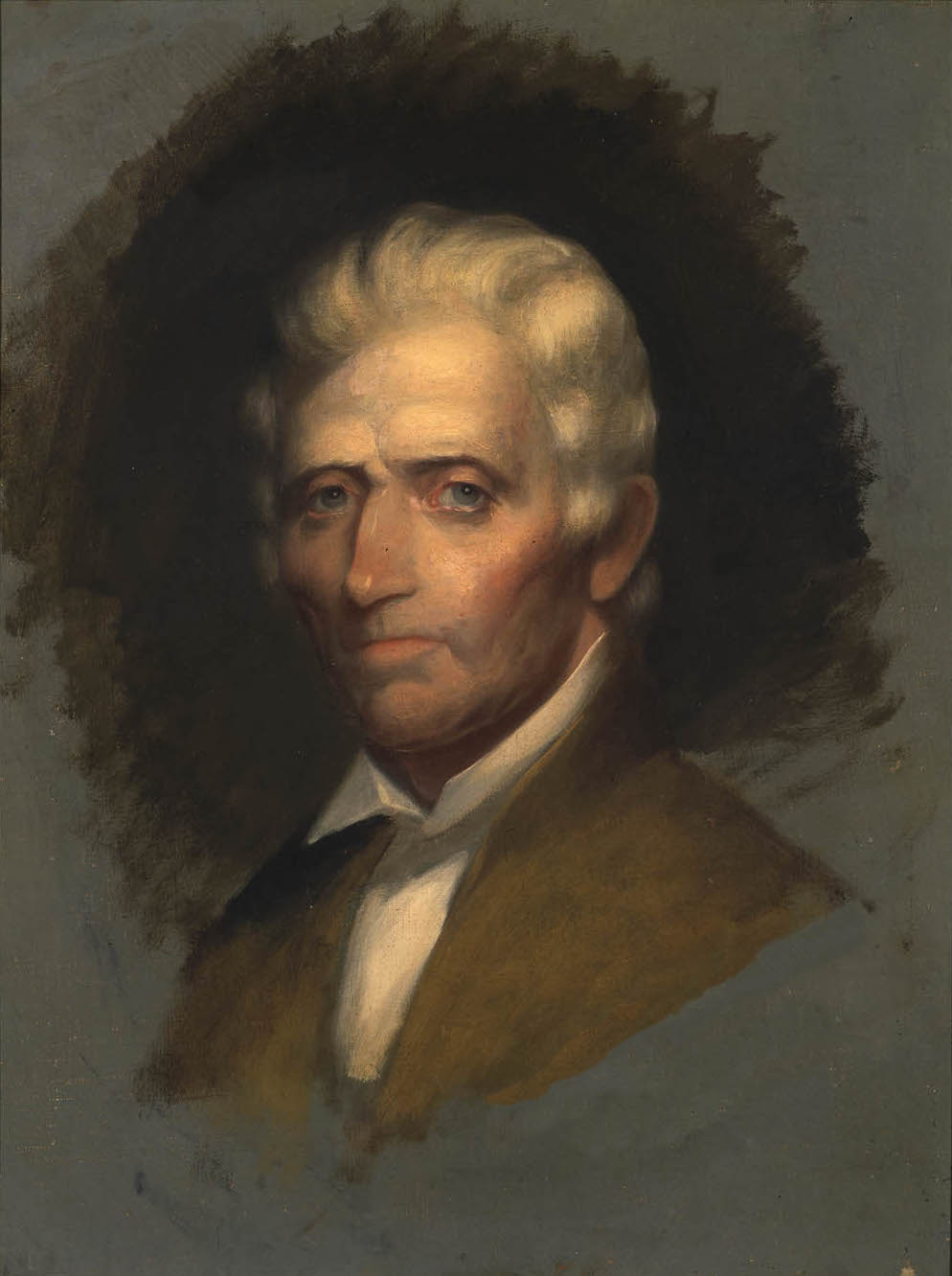
Daniel Boone (inachevé), 1820.
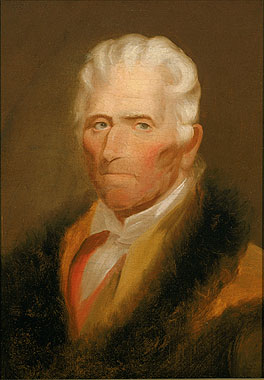
Daniel Boone, 1820.
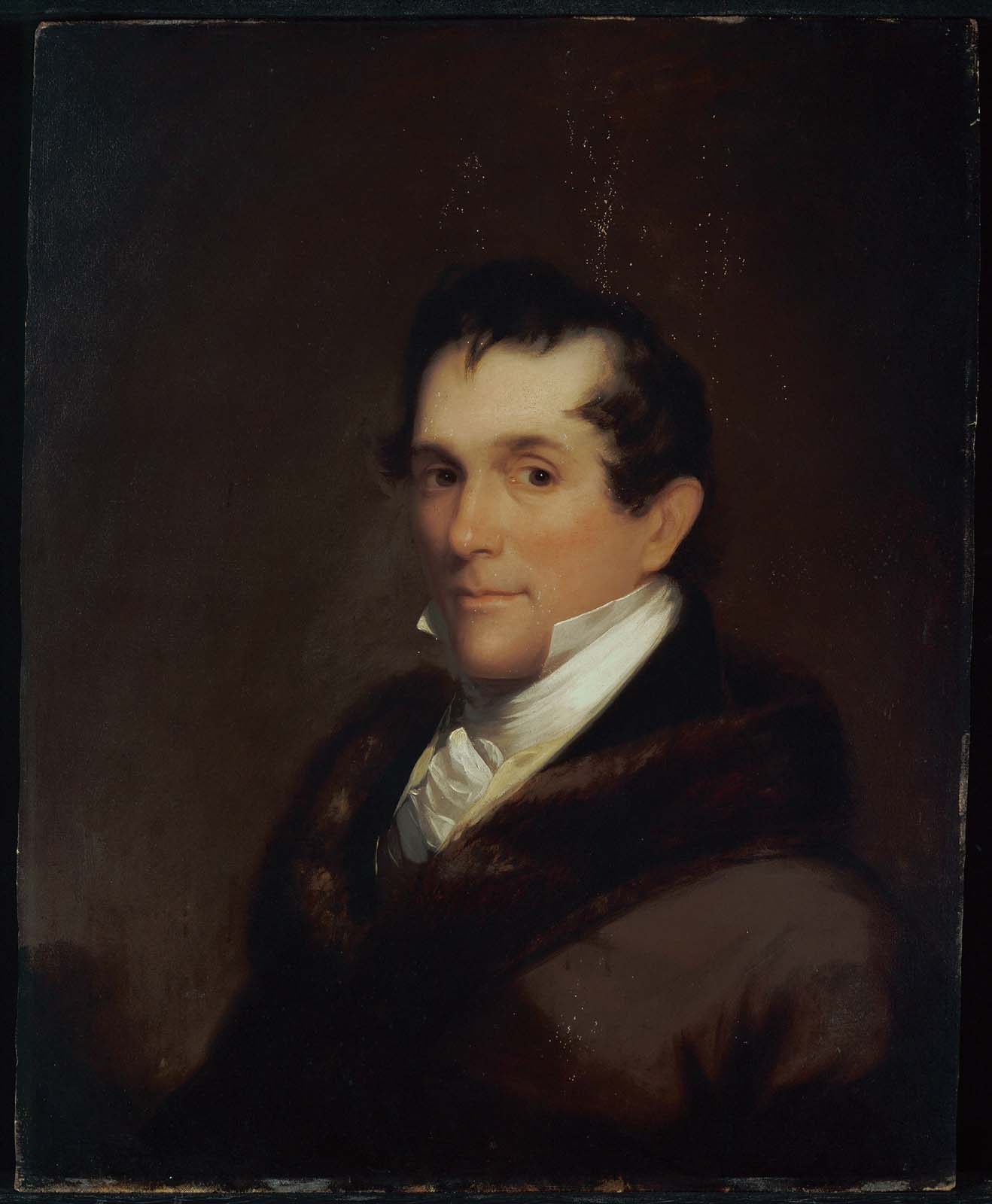
Eben Rollins, c. 1822 .
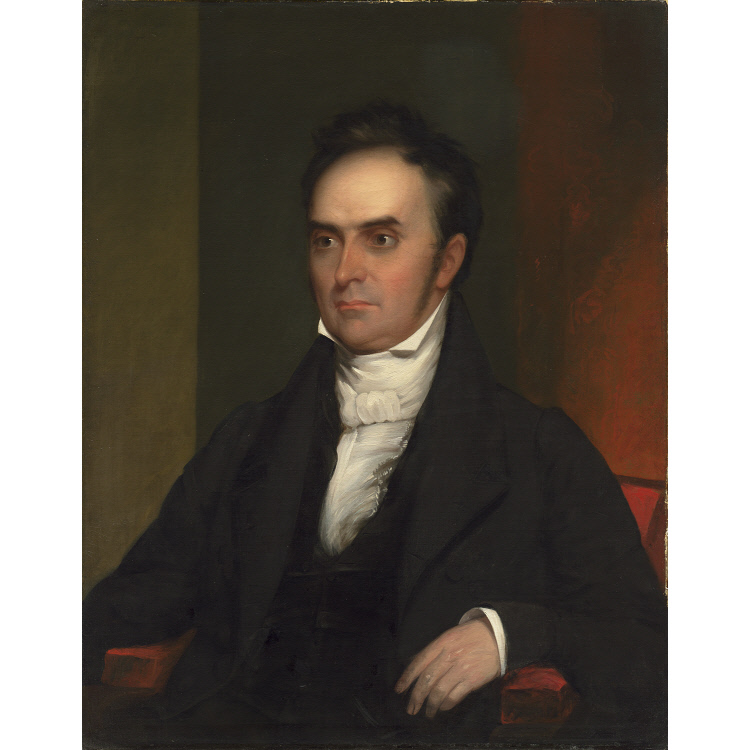
Daniel Webster, c. 1823 – c. 1833 .
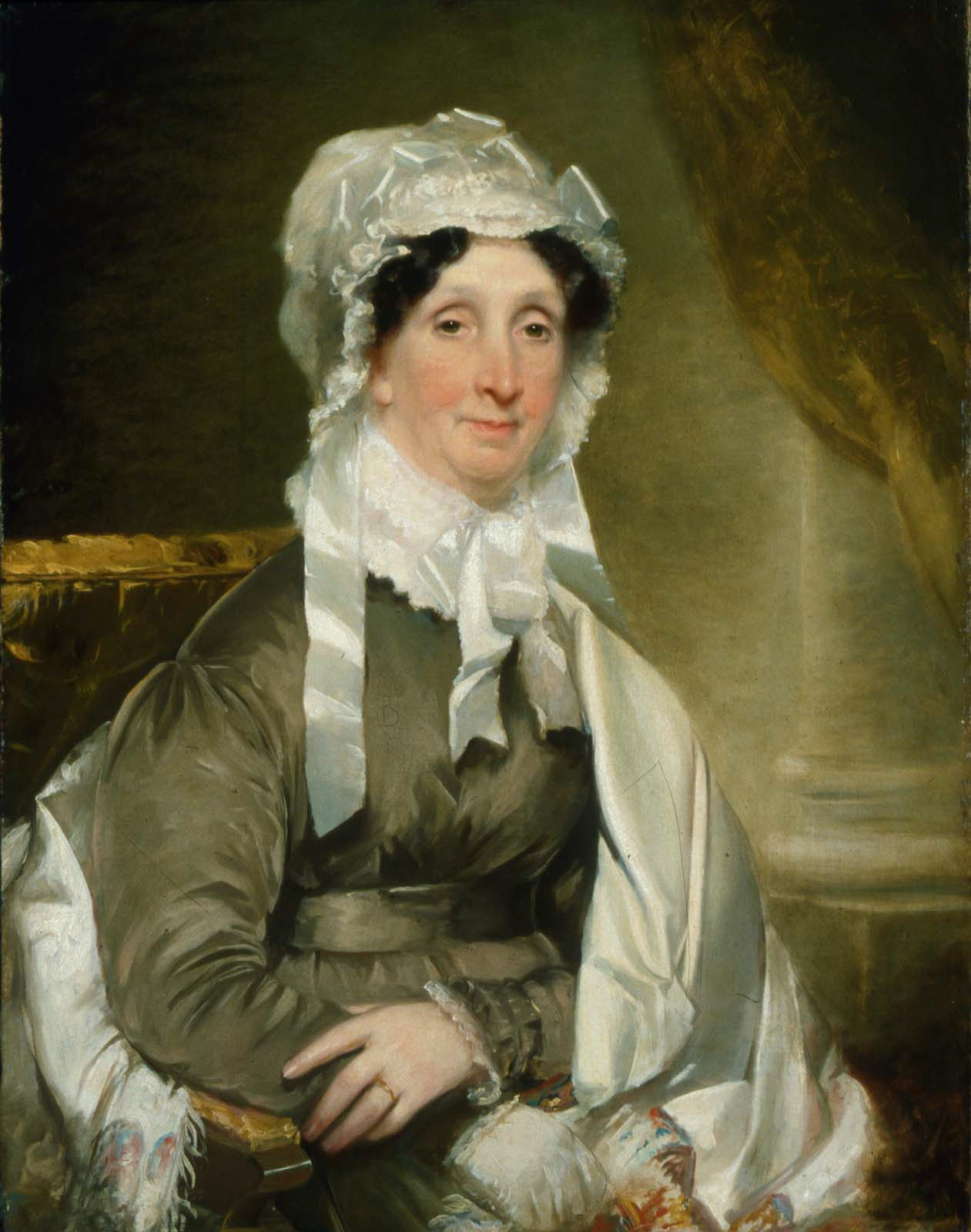
Elizabeth Murray Robbins (Mme Edward Hutchinson Robbins ), 1827
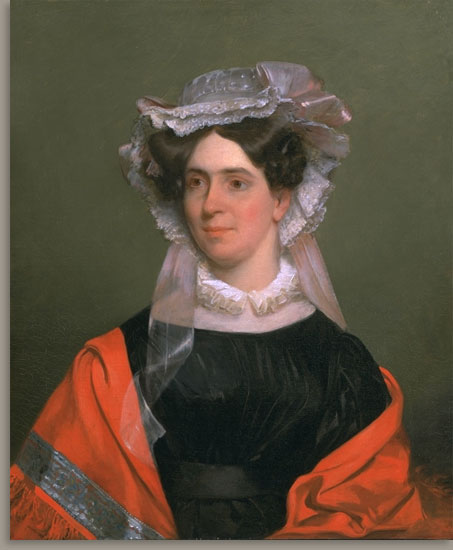
Sarah Stanton Blake (Mme Joshua Blake), c. 1827 .
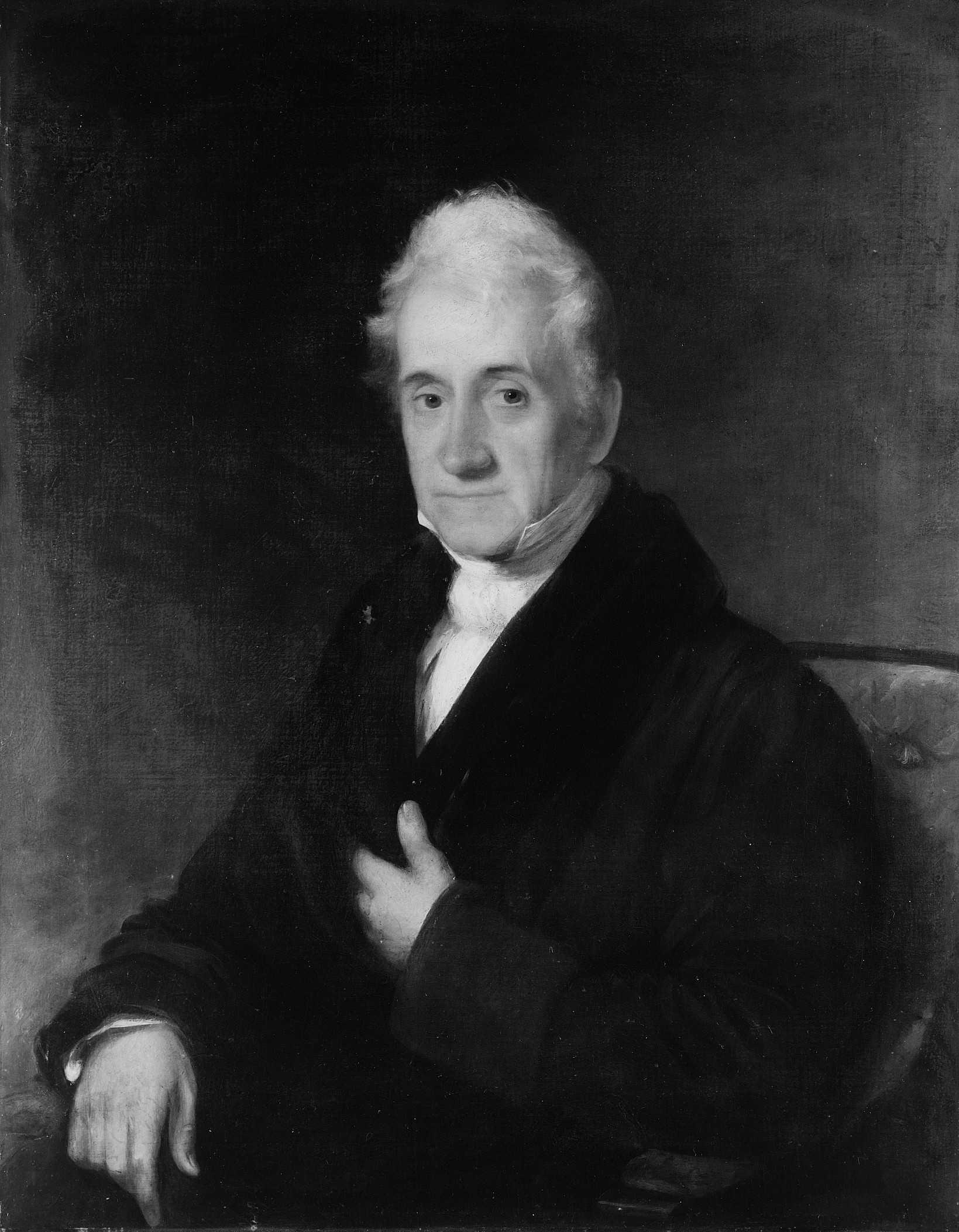
Stephen Van Rensselaer, 1828.
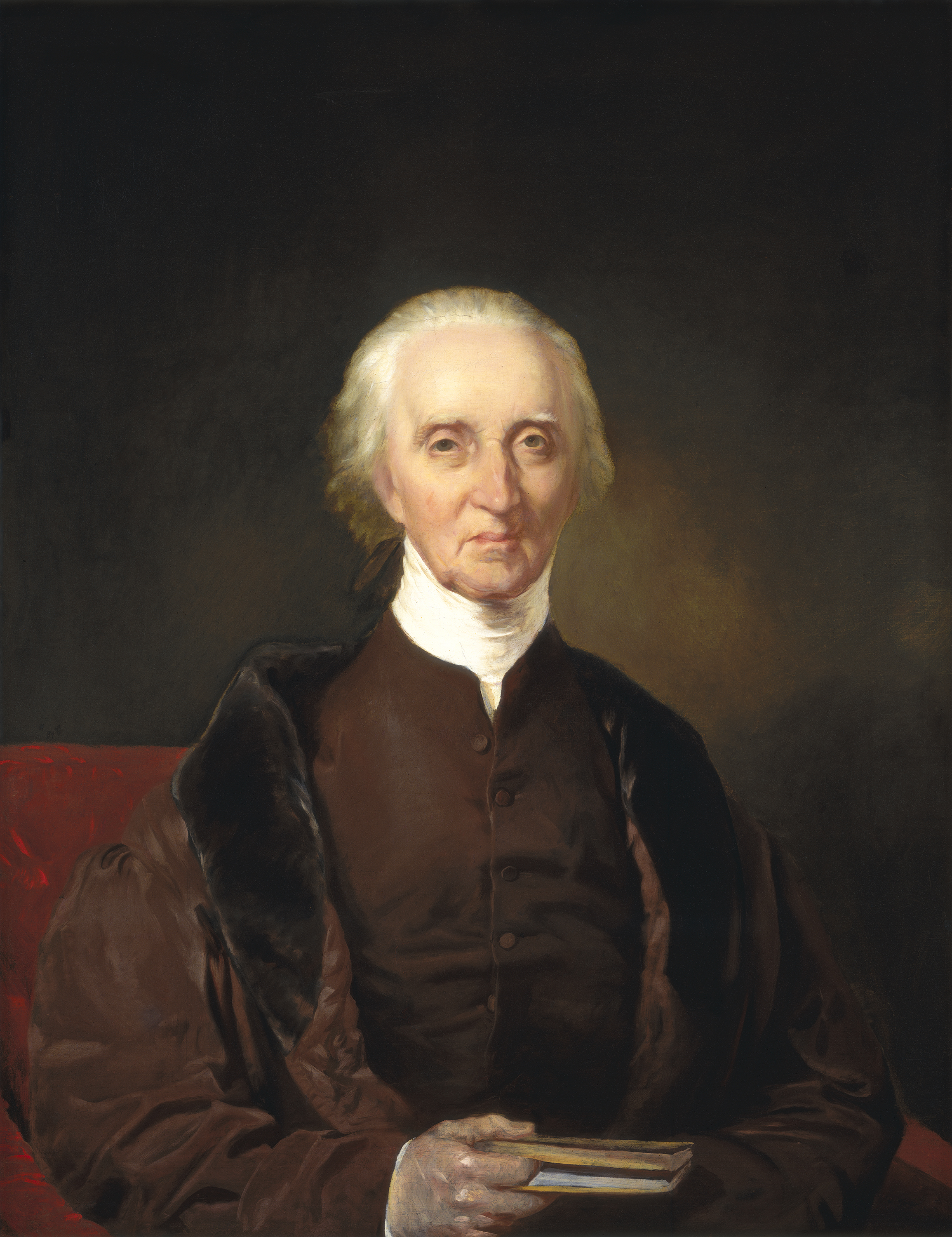
Charles Carroll, c. 1828 .
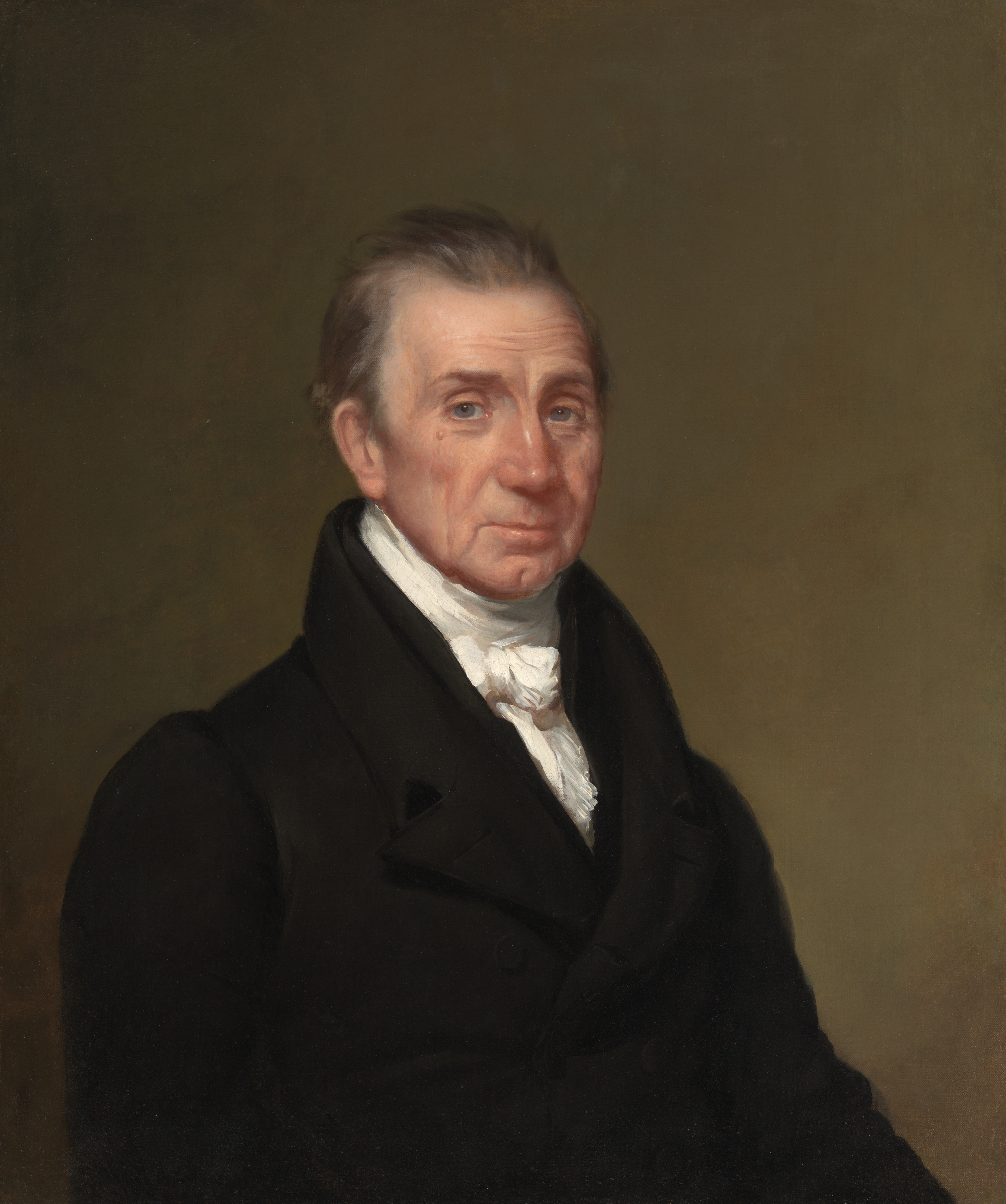
James Monroe, 1829.
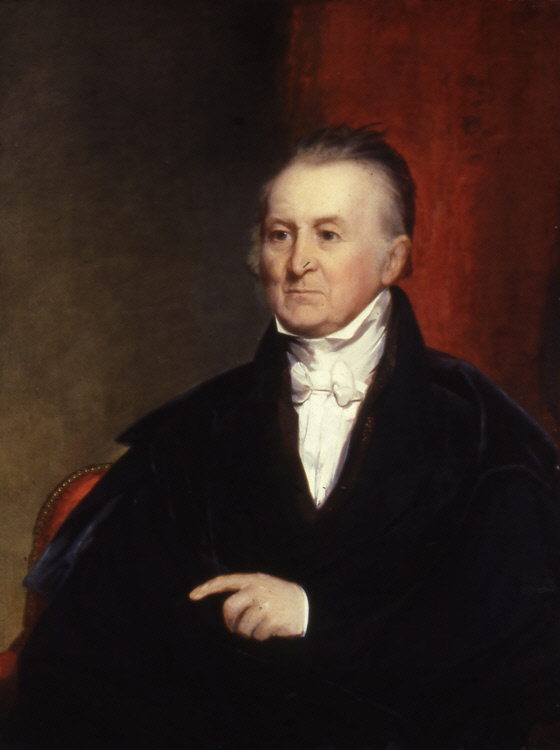
Harrison Gray Otis, 1833.
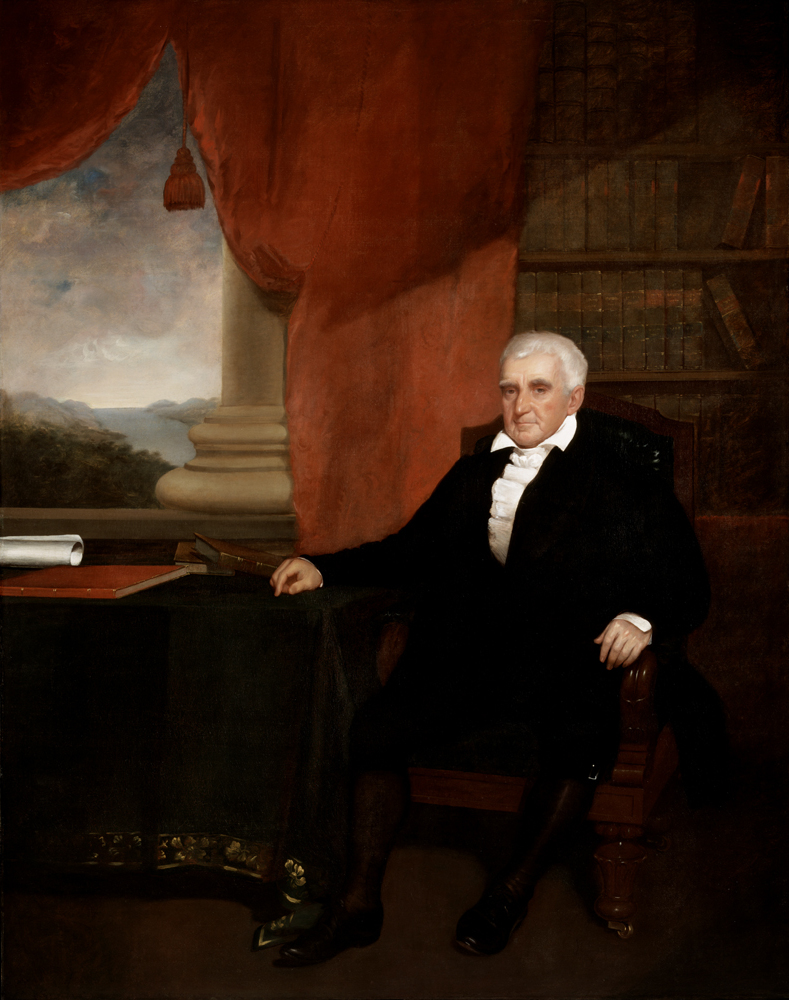
Nicholas Brown, Jr., 1836.
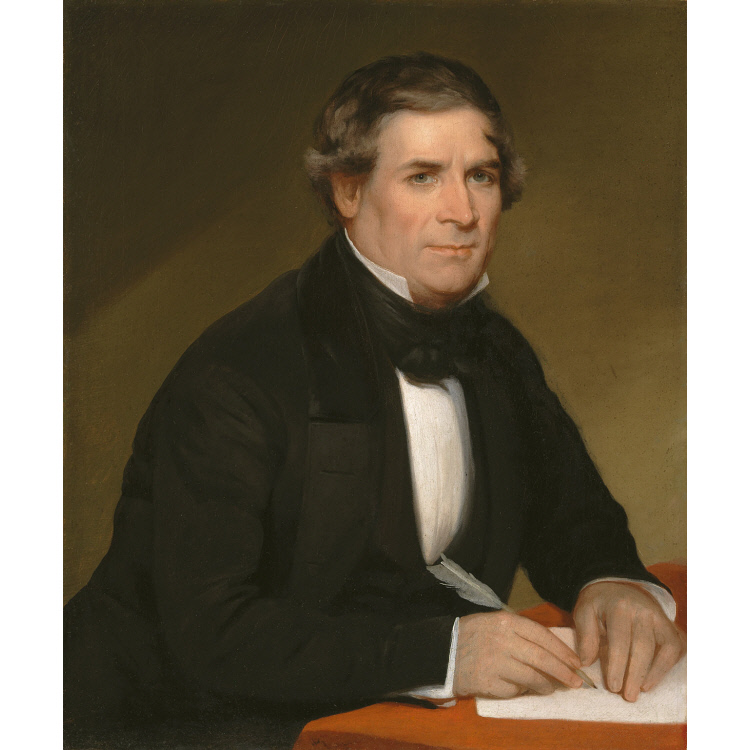
Thurlow Weed, 1843.
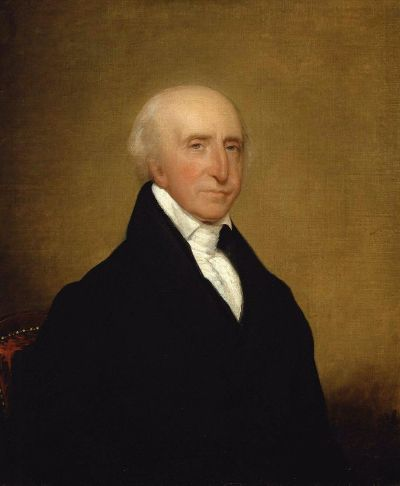
Benjamin Pickman, c. 1843 .
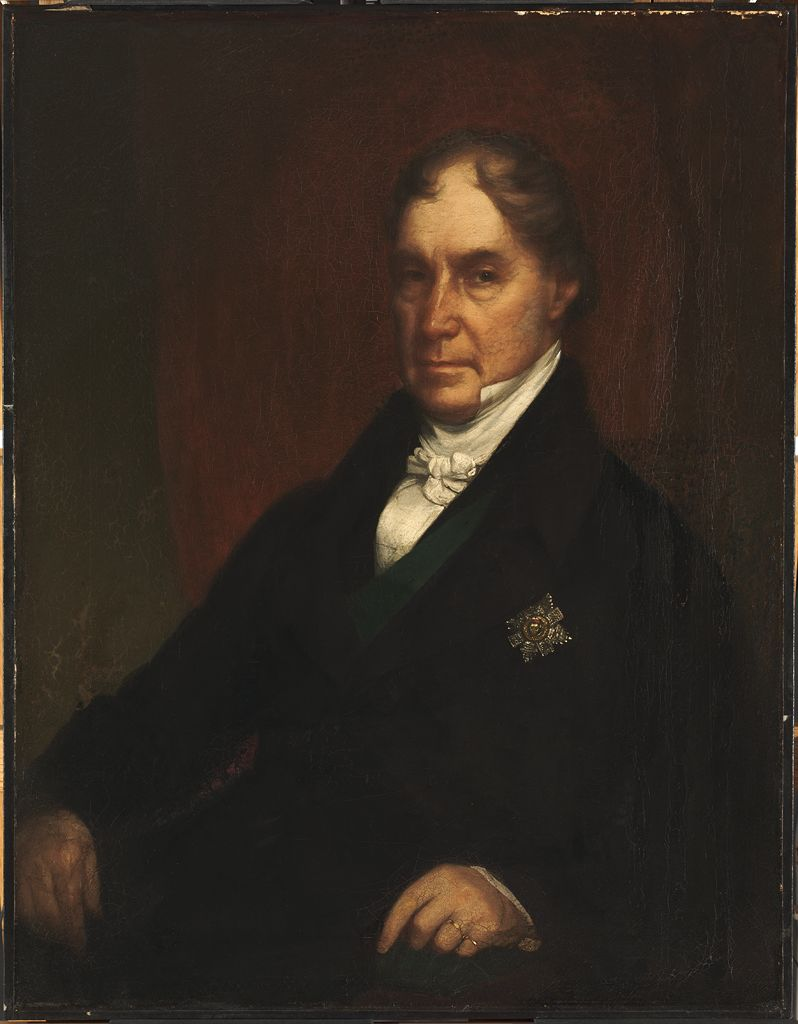
George Hamilton-Gordon, 4e comte d'Aberdeen, 1847.
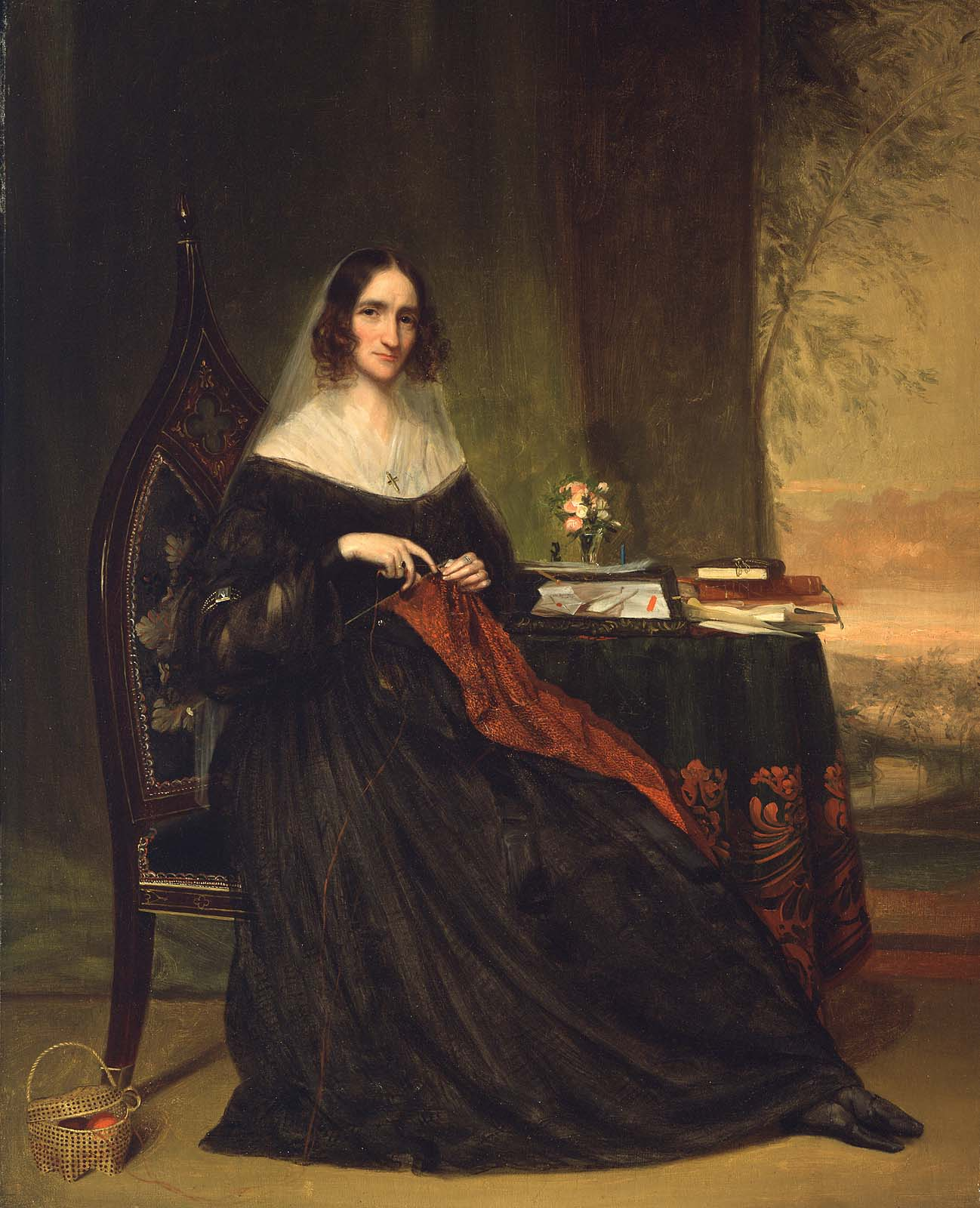
Katherine Bigelow Lawrence (Mme Abbott Lawrence ), c. 1855 .
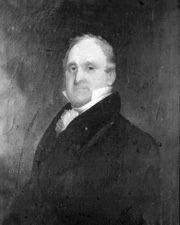
Le sénateur américain James Lanman

## Voir également
- Galerie Harding (Boston)